# Bandaromimus insularis
Bandaromimus insularis är en insektsart som beskrevs av Keti Maria Rocha Zanol 2002. Bandaromimus insularis ingår i släktet Bandaromimus och familjen dvärgstritar. Inga underarter finns listade i Catalogue of Life.